# اسکات‌ویل (نیویورک)
اسکات‌ویل (به انگلیسی: Stottville) یک منطقهٔ مسکونی در ایالات متحده آمریکا است که در شهرستان کلمبیا، نیویورک واقع شده‌است. اسکات‌ویل ۱۰٫۹ کیلومتر مربع مساحت و ۱٬۳۷۵ نفر جمعیت دارد و ۳۵ متر بالاتر از سطح دریا واقع شده‌است.